# Eucithara macteola
Eucithara macteola é uma espécie de gastrópode do gênero Eucithara, pertencente à família Mangeliidae.